# Powiat de Braniewo
Le powiat de Braniewo (en polonais : powiat Braniewski) est un territoire administratif du nord de la Pologne, en voïvodie de Varmie-Mazurie.

## Divisions administratives

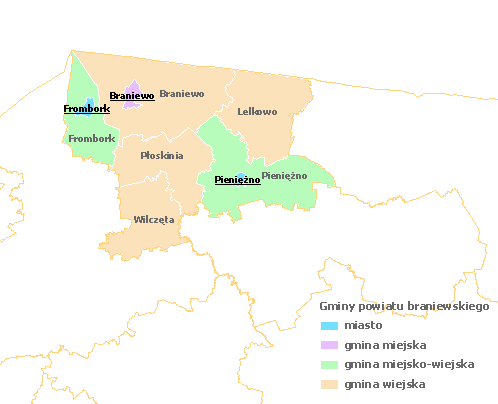
Carte du powiat (en polonais)

Le powiat est composé de 7 communes : 
| Gmina                                   | Type          | Surface (km²) | Population (2006) | Chef-lieu  |
| Braniewo                                | urbain        | 12,4          | 17 875            |            |
| Pieniężno                               | urbain-rurale | 241,4         | 6 789             | Pieniężno  |
| Braniewo                                | rurale        | 306,9         | 6 400             | Braniewo * |
| Frombork                                | urbain-rurale | 125,8         | 3 791             | Frombork   |
| Wilczęta                                | rurale        | 148,0         | 3 153             | Wilczęta   |
| Lelkowo                                 | rurale        | 198,0         | 3 066             | Lelkowo    |
| Płoskinia                               | rurale        | 172.1         | 2 707             | Płoskinia  |
| * le chef-lieu est extérieur à la gmina |               |               |                   |            |